# 巴哈伊信仰年表
以下是巴哈伊信仰和巴比教简单的大事年表，欲了解事件详情，请见文末参考文献。

## 1795
- 谢赫·艾哈迈德开创谢赫运动。

## 1817
- 11月12日，巴哈欧拉诞生。

## 1819
- 10月20日，巴孛诞生。

## 1826
- 谢赫·艾哈迈德逝世，赛义德·卡齐姆被指定为谢赫派的首领。

## 1828
- 巴孛的父亲，米尔扎·穆罕默德·里达去世，巴孛被交由他的舅舅哈吉·米尔扎·赛义德·阿里照顾。

## 1835
- 9月24日-10月22日，巴哈欧拉与阿希耶·哈努姆结婚。

## 1843
- 赛义德·卡齐姆去世。去世前他指示自己包括穆拉·侯赛因在内的学生，去寻找被允诺者，即马赫迪。

## 1844
- 5月23日，巴孛在伊朗设拉子向穆拉·侯赛因宣示了自己的使命。
- 同日，巴哈欧拉和阿希耶·哈努姆的长子阿博都巴哈出生。
- 9月底，巴哈欧拉接受了巴孛的信仰[1]

## 1845
- 9月，巴孛公开宣布自己是马赫迪后，设拉子的巴比运动受到了压制。
- 西方政府首次涉及的报道是巴比教的穆拉·阿里-巴斯塔米被逮捕和监禁，首次发表在秋天的伦敦泰晤士报上。[2]

## 1846
- 巴哈欧拉和阿希耶·哈努姆生下巴希伊·哈努姆
- 9月，巴孛离开设拉子去伊斯法罕。 [3]

## 1847
- 7月，巴孛被囚禁于马库堡，写下了巴扬经[3]

## 1848
- 巴哈欧拉和阿希耶·哈努姆生下了米尔扎·米赫迪。
- 阿博都-巴哈的妻子，穆尼丽·哈努姆出生于伊斯法罕一户巴比教望族。
- 3月20日，穆拉·侯赛因在马库拜访巴孛。
- 4月10日，由于在马库声望与日俱增，巴孛被转送到奇赫里特的监狱。直到被处决前几天，他大部分时间都被关押在此。
- 6-7月，开巴达什特会议。[4]
- 7月，对巴孛进行公开审判，巴孛出人意料地进行了一次公开的宣示。他被转送回奇赫里特。
- 7月21日，穆拉·侯赛因举着黑旗，与202名其他巴比教徒游行至马什哈德。
- 10月20日，穆拉·侯赛因和其他巴比信徒被围困在塔巴尔西堡。
- 10月20日，库都斯到达塔巴尔西。

## 1849
- 巴哈欧拉与法蒂米在德黑兰结婚。
- 2月2日，穆拉·侯赛因在谢赫·塔尔巴西堡的战斗中阵亡。
- 5月10日，塔尔巴西堡战斗在和谈投降后结束，战胜方答应放走巴比信徒。[5]
- 5月16日，库都斯被屠戮处决。

## 1850
- 7月9日，巴孛在大不里士被公开处决。
- 秋天，关于巴比教的简讯在英国和美国的几家报纸见报。[6]

## 1852
- 8月15日，愤怒的巴比信徒（出于自身的冲动），策划了一起失败的针对纳赛尔丁·沙阿的暗杀，后者为报复囚禁了巴哈欧拉，处决了数千名巴比信徒，包括塔荷蕾和亚兹迪的赛义德·侯赛因。
- 9-12月，在德黑兰的“黑坑”被关押了4个月，巴哈欧拉第一次得到启示，他是巴孛预言的那个允诺者。
- 巴哈欧拉和法蒂米的儿子米尔扎·穆罕默德·阿里在巴格达出生。

## 1853
- 1月12日，巴哈欧拉从德黑兰被流放至巴格达

## 1854
- 4月10日，巴哈欧拉隐居至库尔德斯坦的蘇萊曼尼亞山区，因为他和米尔扎·叶海亚之间的关系日渐紧张。

## 1856
- 巴哈欧拉在库尔德斯坦被发现，在阿博都巴哈的请求下回到巴格达。

## 1857
- 巴哈欧拉写下了隐言经和四谷经。

## 1860
- 巴哈欧拉写下了七谷经。

## 1861
- 巴哈欧拉在1861年底或1862年初用两天一夜写下了笃信经。

## 1862
- 5月10日，波斯大使请求奥斯曼帝国将巴比信徒流放至更远的地方。

## 1863
- 4月21日，在被流放至君士坦丁堡（今伊斯坦布尔）之前，巴哈欧拉在巴格达的里兹万花园宣布宣示自己是上帝将要显圣的祂。
- 12月12日，巴哈欧拉在君士坦丁堡4个月以后，被流放至正式的囚禁地阿德里安堡（今埃迪爾內）。

## 1865
- 巴哈欧拉写下了阿拉伯语艾哈迈德书简。
- 阿瑟·德·戈比诺出版了介绍巴比教的法语书籍。

## 1867
- 巴哈欧拉开始写作并送寄致君王书简。

## 1868
- 8月5日，巴哈欧拉和他大群的追随者从埃迪尔内被送往巴勒斯坦的罪犯流放地阿卡（今以色列境内）。
- 8月31日，巴哈欧拉到达阿卡。

## 1869
- 巴哈欧拉给波斯的沙赫纳赛尔丁·沙阿寄去了一封信，信使巴迪被处死。

## 1870
- 6月23日，米尔扎·米赫迪因为从天台跌落而去世。

## 1873
- 巴哈欧拉写作亚格达斯经.

## 1886
- 阿希耶·哈努姆去世。

## 1889
- 布朗在英国的一系列学术讲座和论文中提到巴哈伊信仰。

## 1892
- 5月29日，巴哈欧拉逝世，他的遗体被安放在巴吉宅邸旁的陵寝，他最后的几年在巴吉宅邸读过。在他的遗嘱中，他指定阿博都巴哈为他的继任者，和信仰的领袖。

## 1893
- 9月23日，亨利·H·杰赛普博士在芝加哥世界宗教议会上第一次公开提到巴哈伊信仰。

## 1894
- Thornton Chase为美国的第一批五个巴哈伊之一。

## 1897
- 3月1日，巴哈欧拉的长曾外孙守基·阿芬第出生。

## 1898
- 第一批西方来的朝圣者到达阿卡，包括Phoebe Hearst和第一个美国黑人信徒，Robert Turner.

## 1901
- 位于土库曼斯坦阿什哈巴特的第一座巴哈伊灵曦堂奠基。

## 1903
- 伊朗亚兹德超过100名巴哈伊信徒在20世纪的第一场重大的迫害巴哈伊运动中被杀。

## 1908
- 9月，阿博都巴哈在64岁时从监禁和流放中释放。

## 1909
- 隐藏了59年之后，3月21日，巴孛的遗体被安置在巴孛陵寝。

## 1910
- 阿博都巴哈8月到达埃及。
- 玛丽·麦克斯韦，后被人称作鲁伊希·哈努姆，在纽约出生。

## 1911
- 8月-12月，阿博都巴哈穿越欧洲旅行，访问了诸多城市，如伦敦，布里斯托尔，巴黎。
- 9月10日，阿博都巴哈在伦敦的城市教堂做了他的第一次面向西方公众的演讲，由Wellesley Tudor Pole做英语翻译。

## 1912
- 4月11日，阿博都巴哈到达纽约，开始北美的访问。
- 阿博都巴哈赠与位于伊利诺伊州威尔米特的北美巴哈伊灵曦堂的角石给Nettie Tobin.
- 12月5日，阿博都巴哈起航离开北美去往欧洲。

## 1916
- 阿博都巴哈写下了十四篇中的八篇《神圣计划书简》。

## 1917
- 阿博都巴哈写了其余的六篇《神圣计划书简》。

## 1918
- 9月19日，阿博都巴哈在奥斯曼军队输掉了美吉多战役前被人以性命威胁。[7]

## 1920
- 4月27日，阿博都巴哈被英国授予爵位，以表彰他在二战中的人道主义行为。

## 1921
- 11月28日，阿博都巴哈在海法去世，在他的遗嘱中指定守基·阿芬第为圣护。

## 1932
- 7月15日，巴哈欧拉的女儿，巴希伊·哈努姆去世。

## 1935
- 守基·阿芬第将《巴哈欧拉圣典选集》从波斯文和阿拉伯语翻译成英语。

## 1937
- 米尔扎·穆罕默德·阿里，被阿博都巴哈称之为主要的圣约背叛者死亡。
- 守基·阿芬第启动了“神圣计划”以在全球范围内传播巴哈伊信仰。
- 守基·阿芬第与玛丽·麦克斯韦结婚，后者被称为鲁伊希·哈努姆，加拿大著名巴哈伊家庭的女儿。

## 1944
- 守基·阿芬第发表了《神临记》，纪念巴哈伊天启周期100年。

## 1951
- 全世界有11个运行中的国家灵体会。
- 守基·阿芬第另指定了32名圣辅。
- 守基·阿芬第指定了第一个多国的巴哈伊团体，国际巴哈伊理事会。

## 1953
- 守基·阿芬第启动了十年拓展计划。
- 威尔米特的北美巴哈伊灵曦堂落成。
- 巴孛陵寝的上层结构完工。

## 1957
- 11月4日，守基·阿芬第去世，没有留下子嗣，也未指定圣护的继承人。临时的“信仰的领袖”的职责由27位圣辅担当，以完成十年拓展计划，以及选举世界正义院。

## 1963
- 摩洛哥一波迫害巴哈伊的狂潮于4月中旬结束，在美国数月的外交和报纸、电视报道努力后，[8]皇室为因为信仰原因判处巴哈伊信徒死刑而道歉。[9]
- 4月21日，第一届巴哈伊世界大会在伦敦召开。第一届世界正义院由各国家灵体会的56名代表在海法选出，暨十年拓展计划结束，巴哈欧拉在里兹万花园宣示100周年。[10][11]

## 1968
- 第二次世界正义院选举

## 1973
- 第三次世界正义院选举

## 1978
- 第四次世界正义院选举

## 1979
- 伊朗伊斯兰革命开始，直到2006年，迫害巴哈伊的行动持续了数代人，杀害了超过200名巴哈伊。

## 1983
- 1月31日，世界正义院入驻位于巴哈伊世界中心群楼的永久驻地。
- 第五次世界正义院选举

## 1985
- 10月，世界正义院发布了《世界和平的承诺》

## 1986
- 12月24日，印度巴哈伊灵曦堂（即”莲花庙“）落成。

## 1987
- 第六次世界正义院选举

## 1992
- 4月21日，标志巴哈欧拉去世100周年的神圣年开始。
- 11月22-26日，第二届巴哈伊世界大会在纽约举行。
- 儒禧研习中心发展的里程碑，成为了一个正式的组织，但早在20世纪70年代，中心就已经在FUNDAEC基金会下开始运作了。

## 1993
- 3月21日，带评注的英文版亚格达斯经发布。
- 第七次世界正义院选举

## 1998
- 第八次世界正义院选举

## 2000
- 1月19日，鲁伊希·哈努姆去世，标志了巴哈欧拉家族所有保持了对守基·阿芬第和世界正义院忠诚的人全部离世。

## 2001
- 围绕着巴孛陵寝和扇形区周围的阶梯花园完工。
- 全世界总共有182个国家灵体会代表各个国家。（见全世界巴哈伊数据）

## 2003
- 第九次世界正义院选举

## 2006
- 3月20日，伊朗伊斯兰革命政府文件被联合国特别报告员发布。反诽谤同盟指出，这些政府政策意味着违反纽伦堡法案、
- 埃及最高行政委员会12月6日出台不利于巴哈伊的条令，是一起埃及身份证争议事件中的重要事件。

## 2008
- 10月世界正义院宣布在全世界范围内召集一系列41个地区大会，至2009年3月结束。[12]
- 第十次世界正义院选举

## 2013
- 第十一次世界正义院选举